# Élections partielles dans la Somme
Une élection partielle est une élection spéciale qui se déroule lorsqu'un élu est décédé ou a démissionné et doit être remplacé.

## Élections sénatoriales partielles

### 1966 - Remplacement d'Omer Capelle
| Candidat et parti politique | Candidat et parti politique | Candidat et parti politique | Premier tour | Premier tour | Deuxième tour | Deuxième tour |
| Candidat et parti politique | Candidat et parti politique | Candidat et parti politique | Voix         | %            | Voix          | %             |
| --------------------------- | --------------------------- | --------------------------- | ------------ | ------------ | ------------- | ------------- |
|                             | Pierre Maille               | CD                          | 389          | 25,21        | 506           | 32,96         |
|                             | Henri Moisan                | UNR-UDT                     | 311          | 20,16        | 362           | 23,58         |
|                             | Gabriel Deray               | FGDS (SFIO)                 |              |              | 455           | 29,64         |
|                             | Marcelle Delabie            | FGDS (Rad.)                 |              |              | 212           | 13,81         |
|                             | Léon Dupontreué             | PCF                         |              |              |               |               |
|                             | Jacques Gronnier            | UNR diss.                   |              |              |               |               |
|                             |                             |                             |              |              |               |               |
| Inscrits                    | Inscrits                    | Inscrits                    |              | 100,00       |               | 100,00        |
| Abstention                  |                             |                             |              |              |               |               |
| Votants                     |                             |                             |              |              |               |               |
| Blancs et nuls              |                             |                             |              |              |               |               |
| Exprimés                    | Exprimés                    | Exprimés                    | 1 543        |              | 1 535         |               |

## Élections municipales partielles

### 2022 - Roye
- Maire sortant : Pascal Delnef (PS)

|                              | Delphine Delannoy * | DVC      | 1 021 | 53,57  | 23 |  |  |  |
| Réunis pour vous             |                     |          | 1 021 | 53,57  | 23 |  |  |  |
|                              | Pascal Delnef *     | PS - DVG | 578   | 30,32  | 4  |  |  |  |
| Roye, notre ville            |                     |          | 578   | 30,32  | 4  |  |  |  |
|                              | Jean-Luc Villet     | DVG      | 307   | 16,11  | 2  |  |  |  |
| Roye qui revit, le Renouveau |                     |          | 307   | 16,11  | 2  |  |  |  |
|                              |                     |          |       |        |    |  |  |  |
| Inscrits                     | Inscrits            | Inscrits |       | 100,00 |    |  |  |  |
| Abstentions                  |                     |          |       |        |    |  |  |  |
| Votants                      | Votants             | Votants  |       | 51,50  |    |  |  |  |
| Blancs et nuls               |                     |          |       |        |    |  |  |  |
| Exprimés                     | Exprimés            | Exprimés | 1 906 |        |    |  |  |  |
| * Liste du maire sortant     |                     |          |       |        |    |  |  |  |

- Maire élu : Delphine Delannoy (DVC)

### 2017 - Mers-les-Bains
- Maire sortant : Emmanuel Maquet (LR)

|                          | Emmanuel Maquet * | DVD - LR       | 1 011 | 100,00 | 23 | 5 |  |  |
| Rassemblement pour Mers  |                   |                | 1 011 | 100,00 | 23 | 5 |  |  |
|                          |                   |                |       |        |    |   |  |  |
| Inscrits                 | Inscrits          | Inscrits       |       | 100,00 |    |   |  |  |
| Abstentions              |                   |                |       |        |    |   |  |  |
| Votants                  | Votants           | Votants        | 1 124 |        |    |   |  |  |
| Blancs et nuls           | Blancs et nuls    | Blancs et nuls | 113   | 10,05  |    |   |  |  |
| Exprimés                 | Exprimés          | Exprimés       | 1 011 | 89,95  |    |   |  |  |
| * Liste du maire sortant |                   |                |       |        |    |   |  |  |

- Maire élu : Michel Delépine (DVD)

### 2016 - Gamaches
- Maire sortant : Daniel Destruel (PS)

| Tête de liste                     | Tête de liste     | Liste          | Premier tour | Premier tour | Deuxième tour | Deuxième tour | Sièges | Sièges |
| Tête de liste                     | Tête de liste     | Liste          | Voix         | %            | Voix          | %             | CM     | CC     |
| --------------------------------- | ----------------- | -------------- | ------------ | ------------ | ------------- | ------------- | ------ | ------ |
|                                   | Daniel Destruel * | PS - DVG       | 530          | 47,62        | 573           | 47,71         | 17     | 3      |
| Continuons ensemble pour Gamaches |                   |                | 530          | 47,62        | 573           | 47,71         | 17     | 3      |
|                                   | Patrick Lenne     | PCF - DVG      | 441          | 39,62        | 497           | 41,38         | 5      | 1      |
| Une nouvelle union pour Gamaches  |                   |                | 441          | 39,62        | 497           | 41,38         | 5      | 1      |
|                                   | Antoine Houyelle  | FN             | 142          | 12,76        | 131           | 10,90         | 1      | 0      |
| Gamaches Bleu Marine              |                   |                | 142          | 12,76        | 131           | 10,90         | 1      | 0      |
|                                   |                   |                |              |              |               |               |        |        |
| Inscrits                          | Inscrits          | Inscrits       | 1 932        | 100,00       | 1 932         | 100,00        |        |        |
| Abstentions                       | Abstentions       | Abstentions    | 736          | 38,09        | 670           | 34,68         |        |        |
| Votants                           | Votants           | Votants        | 1 196        | 61,91        | 1 262         | 65,32         |        |        |
| Blancs et nuls                    | Blancs et nuls    | Blancs et nuls | 83           | 6,94         | 61            | 4,83          |        |        |
| Exprimés                          | Exprimés          | Exprimés       | 1 113        | 93,06        | 1 201         | 95,17         |        |        |
| * Liste du maire sortant          |                   |                |              |              |               |               |        |        |

- Maire élu : Daniel Destruel (PS)

### 1993 -Mers-les-Bains
Maire sortant : Gisèle Coiffier (ex-PS)
27 sièges à pourvoir
| Tête de liste   | Tête de liste    | Liste          | Premier tour | Premier tour | Second tour | Second tour | Sièges |  |
| Tête de liste   | Tête de liste    | Liste          | Voix         | %            | Voix        | %           | CM     |  |
| --------------- | ---------------- | -------------- | ------------ | ------------ | ----------- | ----------- | ------ |  |
|                 | Guy Champion     | PCF            | 696          | 35,74        | 826         | 41,64       | 19     |  |
|                 | Roger Hénocq     | UDF            | 534          | 27,42        | 748         | 36,22       | 5      |  |
|                 | Gisèle Coiffier* | DVG            | 475          | 24,39        | 491         | 23,77       | 3      |  |
|                 | Michel Delépine  | RPR            | 242          | 12,42        |             |             |        |  |
|                 |                  |                |              |              |             |             |        |  |
| Inscrits        | Inscrits         | Inscrits       | 2 679        | 100,00       | 2 676       | 100,00      |        |  |
| Abstentions     | Abstentions      | Abstentions    | 668          | 24,93        | 575         | 21,48       |        |  |
| Votants         | Votants          | Votants        | 2 011        | 75,07        | 2 101       | 78,52       |        |  |
| Blancs et nuls  | Blancs et nuls   | Blancs et nuls | 64           | 3,18         | 36          | 1,71        |        |  |
| Exprimés        | Exprimés         | Exprimés       | 1 947        | 96,82        | 2 065       | 98,29       |        |  |
| * Maire sortant |                  |                |              |              |             |             |        |  |

Maire élu : Guy Champion (PCF)

## Élections départementales partielles

### 2022 - Canton d'Amiens-4
| Candidats                 | Partis                   | Partis                   | Nuance                   | Nuance                   | Premier tour | Premier tour | Second tour | Second tour |
| Candidats                 | Partis                   | Partis                   | Nuance                   | Nuance                   | Voix         | %            | Voix        | %           |
| ------------------------- | ------------------------ | ------------------------ | ------------------------ | ------------------------ | ------------ | ------------ | ----------- | ----------- |
| Jean-Louis Piot *         |                          | PS                       | UGÉ                      | UGÉ                      | 1 424        | 58,96        | 1 497       | 58,16       |
| Guillemette Quiquempois * |                          | PCF                      | UGÉ                      | UGÉ                      | 1 424        | 58,96        | 1 497       | 58,16       |
| Éric Guéant               |                          | LC                       | UCD                      | UCD                      | 991          | 41,04        | 1 077       | 41,84       |
| Isabelle Savariego        |                          | Modem                    | UCD                      | UCD                      | 991          | 41,04        | 1 077       | 41,84       |
|                           |                          |                          |                          |                          |              |              |             |             |
| Suffrages exprimés        | Suffrages exprimés       | Suffrages exprimés       | Suffrages exprimés       | Suffrages exprimés       | 2 415        | 96,10        | 2 574       |             |
| Votes blancs              | Votes blancs             | Votes blancs             | Votes blancs             | Votes blancs             | 54           | 2,15         |             |             |
| Votes nuls                | Votes nuls               | Votes nuls               | Votes nuls               | Votes nuls               | 44           | 1,75         |             |             |
| Total                     | Total                    | Total                    | Total                    | Total                    | 2 513        | 100          |             | 100         |
| Abstention                | Abstention               | Abstention               | Abstention               | Abstention               | 14 945       | 84,75        |             |             |
| Inscrits / participation  | Inscrits / participation | Inscrits / participation | Inscrits / participation | Inscrits / participation | 17 458       | 15,25        |             |             |

### 2016 - Canton de Ham
| Candidats            | Candidats           | Partis      | Partis      | Premier tour | Premier tour | Second tour | Second tour |
| Candidats            | Candidats           | Partis      | Partis      | Voix         | %            | Voix        | %           |
| -------------------- | ------------------- | ----------- | ----------- | ------------ | ------------ | ----------- | ----------- |
| 1                    | Didier Potel        |             | DVD         | 2 313        | 39,87        | 3 479       | 56,22       |
| 1                    | Françoise Ragueneau |             | UDI         | 2 313        | 39,87        | 3 479       | 56,22       |
| 2                    | Francine Baillieux  |             | FN          | 2 061        | 35,53        | 2 709       | 43,78       |
| 2                    | Loïc Grimaux        |             | FN          | 2 061        | 35,53        | 2 709       | 43,78       |
| 3                    | Benoit Carpentier   |             | PS          | 833          | 14,36        |             |             |
| 3                    | Nadège Latapie-Cope |             | PS          | 833          | 14,36        |             |             |
| 4                    | Marie Pichot        |             | EELV        | 594          | 10,24        |             |             |
| 4                    | Pascal Toutin       |             | PCF         | 594          | 10,24        |             |             |
|                      |                     |             |             |              |              |             |             |
| Inscrits             | Inscrits            | Inscrits    | Inscrits    | 21 572       | 100,00       | 21 572      | 100,00      |
| Abstentions          | Abstentions         | Abstentions | Abstentions | 15 324       | 71,53        | 14 729      | 68,77       |
| Votants              | Votants             | Votants     | Votants     | 6 098        | 28,47        | 6 688       | 31,23       |
| Blancs               | Blancs              | Blancs      | Blancs      | 195          | 3,20         | 352         | 5,26        |
| Nuls                 | Nuls                | Nuls        | Nuls        | 102          | 1,67         | 148         | 2,21        |
| Exprimés             | Exprimés            | Exprimés    | Exprimés    | 5 801        | 95,13        | 6 188       | 92,52       |
| * conseiller sortant |                     |             |             |              |              |             |             |

## Élections cantonales partielles

### 2010 - Canton d'Amiens Sud-Est
| Candidats      | Candidats             | Étiquette                                             | Premier tour | Premier tour | Second tour | Second tour |
| Candidats      | Candidats             | Étiquette                                             | Voix         | %            | Voix        | %           |
| -------------- | --------------------- | ----------------------------------------------------- | ------------ | ------------ | ----------- | ----------- |
|                | Brigitte Fouré        | NC                                                    | 915          | 29,70        | 1 823       | 52,49       |
|                | Romain Joron          | PS                                                    | 867          | 28,14        | 1 650       | 47,51       |
|                | Guillaume Duflot      | UMP                                                   | 275          | 8,93         |             |             |
|                | Laurent Beuvain       | FG (PCF)                                              | 238          | 7,72         |             |             |
|                | Jean-François Vasseur | Les Verts                                             | 231          | 7,50         |             |             |
|                | Pascal Rifflart       | PRV                                                   | 168          | 5,45         |             |             |
|                | Patrick Le Scouëzec   | Colère et espoir (CE, communistes dissidents picards) | 150          | 4,87         |             |             |
|                | Frédéric Compagnon    | MoDem                                                 | 127          | 4,12         |             |             |
|                | Didier Duhamel        | FN                                                    | 110          | 3,57         |             |             |
|                |                       |                                                       |              |              |             |             |
| Inscrits       | Inscrits              | Inscrits                                              | 14 790       | 100,00       | 14 790      | 100,00      |
| Abstentions    | Abstentions           | Abstentions                                           | 11 672       | 78,92        | 11 231      | 75,94       |
| Votants        | Votants               | Votants                                               | 3 118        | 21,08        | 3 559       | 24,06       |
| Blancs et nuls | Blancs et nuls        | Blancs et nuls                                        | 37           | 1,19         | 86          | 2,42        |
| Exprimés       | Exprimés              | Exprimés                                              | 3 081        | 98,81        | 3 473       | 97,58       |

*sortant

### 2009 - Canton de Moyenneville
| Candidats      | Candidats           | Étiquette      | Premier tour | Premier tour | Second tour | Second tour |
| Candidats      | Candidats           | Étiquette      | Voix         | %            | Voix        | %           |
| -------------- | ------------------- | -------------- | ------------ | ------------ | ----------- | ----------- |
|                | Bernard Davergne    | PS             | 1 580        | 49,83        | 1 981       | 61,93       |
|                | Daniel Leborgne     | DVD            | 682          | 21,51        | 1 218       | 38,07       |
|                | Hubert Séré         | DVD            | 661          | 20,84        |             |             |
|                | Catherine Châtelain | FN             | 173          | 5,46         |             |             |
|                | Alexandra Meriguet  | PDF            | 75           | 2,36         |             |             |
|                |                     |                |              |              |             |             |
| Inscrits       | Inscrits            | Inscrits       | 7 465        | 100,00       | 7 463       | 100,00      |
| Abstentions    | Abstentions         | Abstentions    | 4 139        | 55,45        | 4 024       | 53,92       |
| Votants        | Votants             | Votants        | 3 326        | 44,55        | 3 439       | 46,08       |
| Blancs et nuls | Blancs et nuls      | Blancs et nuls | 155          | 4,66         | 240         | 6,98        |
| Exprimés       | Exprimés            | Exprimés       | 3 171        | 95,34        | 3 199       | 93,02       |

*sortant

### 2003 - Canton de Friville-Escarbotin
| Candidats      | Candidats              | Étiquette      | Premier tour | Premier tour | Second tour | Second tour |
| Candidats      | Candidats              | Étiquette      | Voix         | %            | Voix        | %           |
| -------------- | ---------------------- | -------------- | ------------ | ------------ | ----------- | ----------- |
|                | Thierry Vansevenant    | PCF            | 2 322        | 49,39        | 3 170       | 74,62       |
|                | Annie-Claude Leuliette | PS             | 1 380        | 29,36        | Retrait     | Retrait     |
|                | Patrick Delaittre      | UMP            | 999          | 21,25        | 1 078       | 25,38       |
|                |                        |                |              |              |             |             |
| Inscrits       | Inscrits               | Inscrits       | 9 496        | 100,00       | 9 493       | 100,00      |
| Abstentions    | Abstentions            | Abstentions    | 4 513        | 47,52        | 4 905       | 51,67       |
| Votants        | Votants                | Votants        | 4 983        | 52,48        | 4 588       | 48,33       |
| Blancs et nuls | Blancs et nuls         | Blancs et nuls | 282          | 5,66         | 340         | 7,41        |
| Exprimés       | Exprimés               | Exprimés       | 4 701        | 94,34        | 4 248       | 92,59       |

*sortant

### 1999 - Canton d'Amiens Sud-Ouest
| Candidats      | Candidats              | Étiquette      | Premier tour | Premier tour | Second tour | Second tour |
| Candidats      | Candidats              | Étiquette      | Voix         | %            | Voix        | %           |
| -------------- | ---------------------- | -------------- | ------------ | ------------ | ----------- | ----------- |
|                | Marc Thuilot           | RPR            | 1 419        | 47,81        | 1 788       | 53,23       |
|                | Eliane Gilet*          | PS             | 1 188        | 40,03        | 1 571       | 46,77       |
|                | Raynald Brasseur       | FN             | 192          | 6,47         |             |             |
|                | Marie-Claire Rousselle | MNR            | 85           | 2,86         |             |             |
|                | Renaud Warin           | LCR            | 84           | 2,83         |             |             |
|                |                        |                |              |              |             |             |
| Inscrits       | Inscrits               | Inscrits       | 11 561       | 100,00       | 11 551      | 100,00      |
| Abstentions    | Abstentions            | Abstentions    | 8 506        | 73,57        | 8 049       | 69,68       |
| Votants        | Votants                | Votants        | 3 055        | 26,43        | 3 502       | 30,32       |
| Blancs et nuls | Blancs et nuls         | Blancs et nuls | 87           | 2,85         | 143         | 4,08        |
| Exprimés       | Exprimés               | Exprimés       | 2 968        | 97,15        | 3 359       | 95,92       |

*sortant

### 1995 - Canton de Bernaville
|          | Thérèse Hart       | RPR      | 1 516 | 68,20 |  |  |
|          | Jean-Claude Pruvot | PCF      | 707   | 31,80 |  |  |
|          |                    |          |       |       |  |  |
| Exprimés | Exprimés           | Exprimés | 2 223 |       |  |  |

*sortant

### 1993 - Canton d'Ailly-sur-Noye
| Candidats      | Candidats         | Étiquette      | Premier tour | Premier tour | Second tour | Second tour |
| Candidats      | Candidats         | Étiquette      | Voix         | %            | Voix        | %           |
| -------------- | ----------------- | -------------- | ------------ | ------------ | ----------- | ----------- |
|                | Olivier Classen   | UDF-PSD        | 1 219        | 37,20        | 1 718       | 58,59       |
|                | Philippe Dusart   | DVD            | 833          | 25,42        | Retrait     | Retrait     |
|                | Freddy Vérècque   | PS             | 766          | 23,37        | 1 214       | 41,40       |
|                | Jean-Louis Justin | DVD            | 294          | 8,97         |             |             |
|                | Christophe Saguez | PCF            | 91           | 2,78         |             |             |
|                |                   |                |              |              |             |             |
| Inscrits       | Inscrits          | Inscrits       | 4 960        | 100,00       | 4 960       | 100,00      |
| Abstentions    | Abstentions       | Abstentions    | 1 615        | 32,56        | 1 786       | 36,01       |
| Votants        | Votants           | Votants        | 3 345        | 67,44        | 3 174       | 63,99       |
| Blancs et nuls | Blancs et nuls    | Blancs et nuls | 68           | 2,03         | 242         | 7,62        |
| Exprimés       | Exprimés          | Exprimés       | 3 277        | 97,97        | 2 932       | 92,38       |

*sortant

### 1983 - Canton de Hornoy-le-Bourg
- Conseiller général à remplacer : Charles Dufour (DVD), élu depuis 1958, décédé le 4 novembre 1983.

### 1980 - Canton d'Oisemont
- Conseiller général à remplacer : Charles Bignon (RPR), élu depuis 1964, décédé le  29 mars 1980.

|                | Jérôme Bignon  | RPR            | 2 296 | 61,23  |  |  |
|                | Michel Quignon | PCF            | 834   | 22,24  |  |  |
|                | Marc Dejean    | PS             | 525   | 14,00  |  |  |
|                | Maurice Duquem | ÉCO            | 95    | 2,53   |  |  |
|                |                |                |       |        |  |  |
| Inscrits       | Inscrits       | Inscrits       | 4 537 | 100,00 |  |  |
| Abstentions    | Abstentions    | Abstentions    | 724   | 15,96  |  |  |
| Votants        | Votants        | Votants        | 3 813 | 84,04  |  |  |
| Blancs et nuls | Blancs et nuls | Blancs et nuls | 63    | 1,65   |  |  |
| Exprimés       | Exprimés       | Exprimés       | 3 750 | 98,35  |  |  |

### 1978 - Canton de Crécy-en-Ponthieu
- Conseiller général à remplacer : André Delannoy (RPR), élu depuis 1964, décédé le  30 septembre 1978.

### 1975 - Canton d'Amiens-Nord-Est
- Conseiller général à remplacer : Léon Dupontreué (PCF), élu depuis 1951, décédé le  23 mars 1975.

### 1974 - Canton d'Ailly-sur-Noye
- Conseiller général à remplacer : William Classen (Rad.), élu depuis 1951, décédé le 21 janvier 1974.

### 1973 - Canton de Chaulnes
- Conseiller général à remplacer : Pierre Maille (CD), élu depuis 1964, décédé le 16 novembre 1973.

| Candidats      | Candidats                | Étiquette      | Premier tour | Premier tour | Second tour | Second tour |
| Candidats      | Candidats                | Étiquette      | Voix         | %            | Voix        | %           |
| -------------- | ------------------------ | -------------- | ------------ | ------------ | ----------- | ----------- |
|                | Serge Bayard             | MDSF           | 582          | 23,67        |             |             |
|                | Louis Gilleron           | URP            | 481          | 19,56        |             |             |
|                | Humbert Macaclin         | PCF            | 456          | 18,54        |             |             |
|                | Jean-Marie Marchandise   | SE             | 408          | 16,59        |             |             |
|                | Marcel Froissart         | CD             | 362          | 14,72        |             |             |
|                | Marie-Antoinette Rouvroy | DVD            | 170          | 6,91         |             |             |
|                |                          |                |              |              |             |             |
| Inscrits       | Inscrits                 | Inscrits       | 3 813        | 100,00       |             | 100,00      |
| Abstentions    | Abstentions              | Abstentions    | 1 273        | 33,39        |             |             |
| Votants        | Votants                  | Votants        | 2 540        | 66,61        |             |             |
| Blancs et nuls | Blancs et nuls           | Blancs et nuls | 81           | 3,19         |             |             |
| Exprimés       | Exprimés                 | Exprimés       | 2 459        | 96,81        |             |             |

### 1972 - Canton de Corbie
- Conseiller général à remplacer : Paul Domisse (DVG), élu depuis 1949, décédé le 28 mai 1972.

| Candidats      | Candidats      | Étiquette      | Premier tour | Premier tour | Second tour | Second tour |
| Candidats      | Candidats      | Étiquette      | Voix         | %            | Voix        | %           |
| -------------- | -------------- | -------------- | ------------ | ------------ | ----------- | ----------- |
|                | Claude Lemoine | PCF            | 2 104        | 31,05        |             |             |
|                | Yves Darras    | DVD            | 1 517        | 22,38        |             |             |
|                | Guy Buffet     | DVD            | 769          | 11,35        |             |             |
|                | Émile Watteau  | DVD            | 737          | 10,88        |             |             |
|                | Georges Ancel  | PS             | 624          | 9,21         |             |             |
|                | Edmond Petit   | DVD            | 174          | 2,57         |             |             |
|                |                |                |              |              |             |             |
| Inscrits       | Inscrits       | Inscrits       | 10 764       | 100,00       |             | 100,00      |
| Abstentions    | Abstentions    | Abstentions    | 3 785        | 35,16        |             |             |
| Votants        | Votants        | Votants        | 6 979        | 64,84        |             |             |
| Blancs et nuls | Blancs et nuls | Blancs et nuls | 202          | 2,89         |             |             |
| Exprimés       | Exprimés       | Exprimés       | 6 777        | 97,11        |             |             |

### 1966 - Canton de Saint-Valery-sur-Somme
- Conseiller général à remplacer : Robert Becquet (SFIO), élu depuis 1965, décédé le 16 décembre 1965.

| Candidats      | Candidats      | Étiquette      | Premier tour | Premier tour | Second tour | Second tour |
| Candidats      | Candidats      | Étiquette      | Voix         | %            | Voix        | %           |
| -------------- | -------------- | -------------- | ------------ | ------------ | ----------- | ----------- |
|                | Blanche Auriol | PCF            | 2 104        | 35,44        | 2 484       | 37,49       |
|                | Edmond Sauvage | CNIP           | 2 092        | 35,24        | 2 407       | 36,33       |
|                | Robert Sizaire | FGDS           | 1 741        | 29,32        | 1 735       | 26,18       |
|                |                |                |              |              |             |             |
| Inscrits       | Inscrits       | Inscrits       | 7 683        | 100,00       | 7 682       | 100,00      |
| Abstentions    | Abstentions    | Abstentions    | 1 629        | 21,20        | 989         | 12,87       |
| Votants        | Votants        | Votants        | 6 054        | 78,80        | 6 693       | 87,13       |
| Blancs et nuls | Blancs et nuls | Blancs et nuls | 117          | 1,93         | 67          | 1,00        |
| Exprimés       | Exprimés       | Exprimés       | 5 937        | 98,07        | 6 626       | 99,00       |

### 1959 - Canton de Nouvion
- Conseiller général à remplacer : Albert Fourcy (SFIO), élu depuis 1945, décédé le 11 octobre 1959.

| Candidats      | Candidats      | Étiquette | Premier tour | Premier tour | Second tour | Second tour |
| Candidats      | Candidats      | Étiquette | Voix         | %            | Voix        | %           |
| -------------- | -------------- | --------- | ------------ | ------------ | ----------- | ----------- |
|                | Ernest Lécuyer | SFIO      | 1 653        | 49,43        | 2 079       | 65,90       |
|                | M. Guilbert    | Rad.      | 881          | 26,35        | Retrait     | Retrait     |
|                | M. Dubus       | PCF       | 810          | 24,22        | 1 076       | 34,10       |
|                |                |           |              |              |             |             |
| Inscrits       | Inscrits       | Inscrits  |              | 100,00       |             | 100,00      |
| Abstentions    |                |           |              |              |             |             |
| Votants        |                |           |              |              |             |             |
| Blancs et nuls |                |           |              |              |             |             |
| Exprimés       | Exprimés       | Exprimés  | 3 344        |              | 3 155       |             |

### 1959 - Canton de Domart-en-Ponthieu
- Conseiller général à remplacer : Jean Martin (PCF), élu depuis 1945, décédé le 18 juillet 1959.

### 1957 - Canton d'Ault
- Conseiller général à remplacer : Émile Quénot (PCF), élu depuis 1949, décédé le 2 mars 1957.

| Candidats      | Candidats         | Étiquette | Premier tour | Premier tour | Second tour | Second tour |
| Candidats      | Candidats         | Étiquette | Voix         | %            | Voix        | %           |
| -------------- | ----------------- | --------- | ------------ | ------------ | ----------- | ----------- |
|                | André Vilfroy     | PCF       | 3 674        | 39,09        | 4 359       | 45,57       |
|                | Gilbert Defacques | Rad.      | 3 259        | 34,68        | 5 422       | 55,43       |
|                | Eugène Desenclos  | SFIO      | 2 465        | 26,23        | Retrait     | Retrait     |
|                |                   |           |              |              |             |             |
| Inscrits       | Inscrits          | Inscrits  |              | 100,00       |             | 100,00      |
| Abstentions    |                   |           |              |              |             |             |
| Votants        |                   |           |              |              |             |             |
| Blancs et nuls |                   |           |              |              |             |             |
| Exprimés       | Exprimés          | Exprimés  | 9 398        |              | 9 781       |             |